# Льотчик-космонавт СРСР

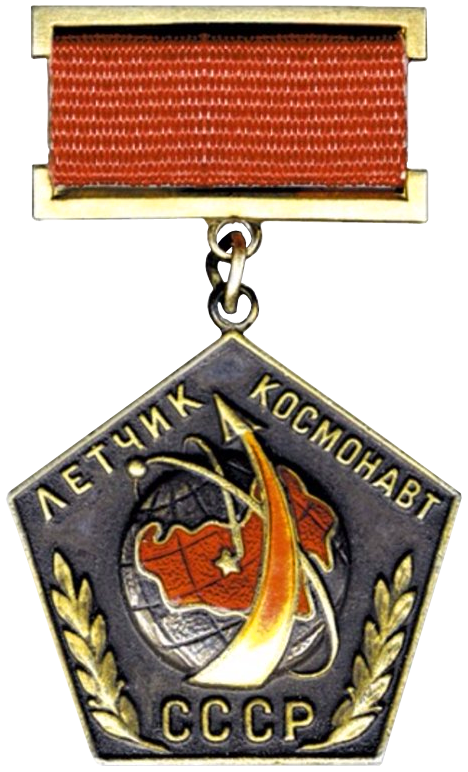

Льо́тчик-космона́вт СРСР — почесне звання СРСР, установлене Указом Президії Верховної Ради СРСР від 14 квітня 1961 року.
Звання було присвоєне всім радянським космонавтам (всього 72 особи).